# Candidature en 1986 des députés français de la VIIe législature

Liste des candidatures en 1986 des députés français de la VIIe législature de la Cinquième République et d'une éventuelle candidature à leur réélection lors des élections législatives du 16 mars 1986. Les députés en fonction sont présentés au moment du scrutin et de la fin de la mandature. L'année indiquée est celle de leur première élection à l'Assemblée nationale, les mandats pouvant cependant ne pas avoir été continus.
Plusieurs députés du Parti républicain font alliance avec le RPR. Les trois députés sortants de l'Aveyron sont réélus.